# Gabriel Fino Noriega
Gabriel Fino Noriega (1966–2009) foi um jornalista e radialista hondurenho. Ele apresentava um programa diário na Radio Estelar e também trabalhou na Radio America.

## Morte
Noriega foi assassinado por sete tiros no dia 3 de julho de 2009 em San Juan Pueblo, perto de La Ceiba, enquanto saía do seu local de trabalho. Ele era a favor da assembleia constituinte proposta por Manuel Zelaya e se opunha ao governo de Roberto Micheletti, instituído após o golpe de estado de 28 de junho. A organização local de direitos humanos COFADEH atribuiu o assassinato ao golpe, enquanto uma missão internacional de direitos humanos no país disse que a posição política de Noriega deve ser averiguada para entender sua morte, mas que não é prova suficiente de que se trata de um assassinato político.